# Anna Mozhar
Anna Mozhar, född 3 mars 1974, är en kazakisk bågskytt. Hon deltog vid olympiska sommarspelen 1996.